# Arthur u zemlji Minimoya
Arthur u zemlji Minimoya je dijelom animirani, dijelom akcijski film iz 2006. koji su distribuirali MGM i The Weinstein Company. Temelji se na istoimenoj knjizi Luca Bessona iz 2002. On je također redatelj i scenarist. glavne glasove su posudili Freddie Highmore, David Bowie, Snoop Dogg, Mia Farrow, Robert De Niro i Madonna. Film je premijerno izdan u Francuskoj 11. studenog 2006.

Uloge: 
Arthur - Veno Parašilovac
Selenia - Marija Škaričić
Betameche - Franjo Dijak
Daisy - Nada Abrus
Archibald - Ivo Rogulja
Rose - Natalija Đorđević
Armand - Dražen Bratulić
Ernest Davido - Ljubo Zečević
Kralj Minimojaca Sifrat XVI. - Božidar Smiljanić
Maroje - Dražen Bratulić
Skelar - Pero Juričić
Putnički agent - Dražen Bratulić
Max - Roman Wagner
Koolomassai - Davor Gobac
Mrakos - Robert Ugrina
Maltazard - Siniša Popović

Ostale uloge:
Zoran Gogić
Ranko Tihomirović
Krešimir Mikić
Mirela Brekalo
Helena Avilov
Alen Balen

Studio credit:
Prijevod i adaptadija - Ivanka Aničić
Redatelj dijaloga - Ivana Vlkov Wagner
Tonski snimatelj (mixer) - Mario Krnić
Dolby Digital mastering - GAMA studio
Ton majstor - Davor Omerza
Obrada i produkcija - Duplicato Media d.o.o